# Новочеркасский сельсовет (Саракташский район)
Новочеркасский сельсовет — сельское поселение в Саракташском районе Оренбургской области Российской Федерации.
Административный центр — село Новочеркасск.

## История
Статус и границы сельского поселения установлены Законом Оренбургской области от 2 сентября 2004 года № 1424/211-III-ОЗ «О наделении муниципальных образований Оренбургской области статусом муниципального района, городского округа, городского поселения, установлении и изменении границ муниципальных образований»

## Население
| 2010  | 2012  | 2013  | 2014  | 2015  | 2016  | 2017  |
| ----- | ----- | ----- | ----- | ----- | ----- | ----- |
| 2606  | ↘2590 | ↘2559 | ↘2526 | ↘2519 | ↘2507 | ↘2463 |
| 2018  | 2019  | 2020  | 2021  |       |       |       |
| ↘2419 | ↘2388 | ↘2344 | ↘2293 |       |       |       |

## Состав сельского поселения
| № | Населённый пункт | Тип населённого пункта       | Население |
| - | ---------------- | ---------------------------- | --------- |
| 1 | Елшанка          | село                         | 130       |
| 2 | Камышино         | село                         | 343       |
| 3 | Красногор        | село                         | 526       |
| 4 | Новочеркасск     | село, административный центр | 1070      |
| 5 | Островное        | село                         | 456       |
| 6 | Правобережный    | посёлок                      | 81        |